# Gladiateur de Blanchot
Malaconotus blanchoti
Espèce
Statut de conservation UICN

 LC  : Préoccupation mineure
Le Gladiateur de Blanchot (Malaconotus blanchoti) est une espèce d’oiseaux de la famille des Malaconotidae.
Son nom est attribué à François Blanchot de Verly (1735–1807).

## Répartition et sous-espèces
Cet oiseau vit en Afrique subsaharienne (rare en Afrique australe et équatoriale).
Selon la classification de référence du Congrès ornithologique international (15.1, 2025) il se répartit en sept sous-espèces :
- M. b. approximans (Cabanis, 1869) — du nord de la Somalie au nord de la Tanzanie ;
- M. b. blanchoti Stephens, 1826 — du Sénégal au nord du Cameroun ;
- M. b. catharoxanthus Neumann, 1899 — du nord du Cameroun à l'Érythrée et l'ouest du Kenya ;
- M. b. hypopyrrhus Hartlaub, 1844 — de la Tanzanie au nord-est de l'Afrique du Sud ;
- M. b. interpositus Hartert, 1911 — Angola, Zambie et sud de la RDC ;
- M. b. citrinipectus Meise, 1968 — sud-ouest de l'Angola et nord-ouest de la Namibie ;
- M. b. extremus Clancey, 1957 — est de l'Afrique du Sud.